# Зоран Гајић (фудбалер)
Зоран Гајић (18. мај 1990) српски је фудбалер који игра на позицији центархалфа.

## Трофеји
Фастав Злин
- Куп Чешке: 2017.
- Чехословачки суперкуп: 2017.

Пјуник
- Премијер лига Јерменије: 2021/22.